# Доіндустріальне суспільство

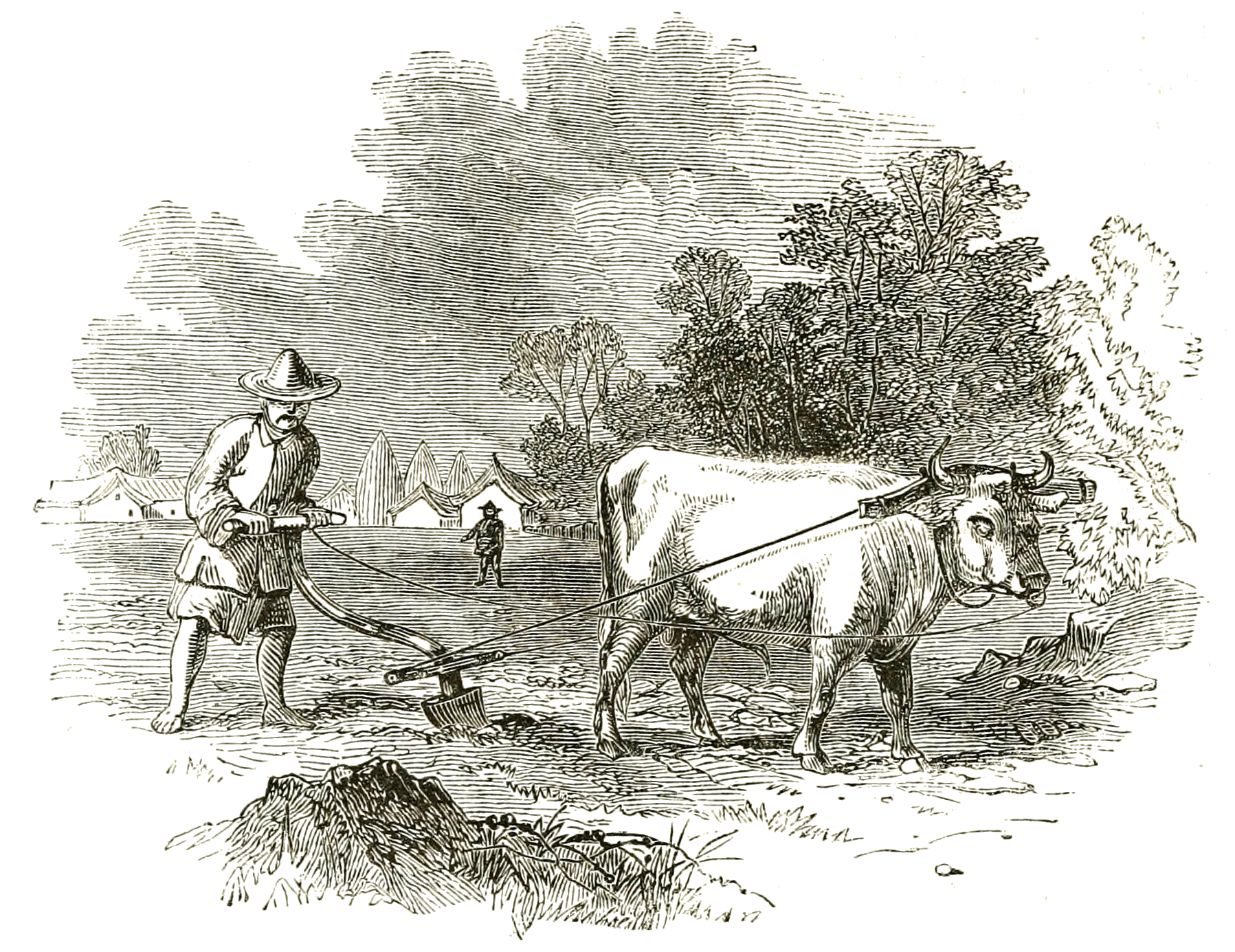
«Тартарський землероб»: китайський фермер послуговується силою вола, щоб тягнути плуг.

Доіндустріальне суспільство — це форма колективного співжиття людей, а саме характерні форми політичної та культурної організації, які переважали до приходу промислової революції в період з 1750 по 1850 рр. Під «доіндустріальним» розуміють той проміжок часу, коли ще не існували машини чи знаряддя для масового виробництва товарів. Важливо відмітити, що доіндустріальні суспільства не були однорідні, а суттєво відрізнялися від території до території. В Європі на цей час припадає розвиток феодалізму та італійське Відродження. Після доіндустріального суспільства настав період індустріального суспільства.
Термін «доіндустріальний» також використовують при порівнянні кліматичних змін на позначення часу до розвитку індустріального суспільства. Наприклад, термін використовується в Паризькій угоді 2015 року: «[Ця угода створена задля] стримання зростання глобальної середньої температури значно нижче 2° С понад доіндустріальні рівні і докладання зусиль з метою обмеження зростання температури до 1,5° С понад доіндустріальні рівні (...)». Часові межі доіндустріального суспільства неокреслені.

## Загальна характеристика

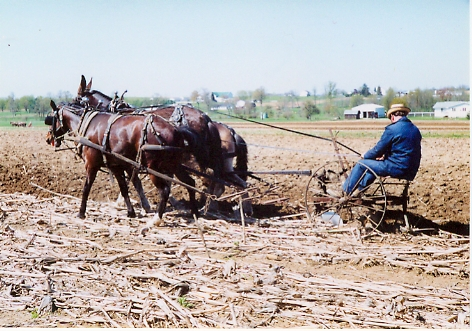
Фермер із спільноти амішів, які відмовляються від більшості сучасних технологій, їх життя чимось нагадує доіндустріальне суспільство.

Доіндустріальне (аграрне) суспільство виділяється від інших суспільств зокрема тим, що більша частина продуктивної праці припадає на сільське господарство та забезпечення власного господарства необхідними ресурсами. Сім'я, яка складалася з багатьох поколінь, виступала основною виробничою одиницею: сім'я гуртувалася навколо свого господарства й таким чином підтримувала своє життя. Розподіл праці був нерівномірним, лише дуже низька частка людей була задіяна в інших видах праці, як от: ремесло, торгівля, військова служба або релігія. В основі світогляду доіндустріального суспільства — збереження традицій. Розподіл праці ґрунтується на приписуванні (професії чи ролі розподіляються при народженні), а не відповідно до навичок. Більшість доіндустріальних сіспільств — феодальні, тому розподіл професій може відбуватися ще й в залежності від влади та впливу; характерним також є кріпацтво та дитяча праця, а рабство майже не зустрічається.
Окрім того можна виділити наступні характеристики доіндустріального суспільства:
- Обмежене виробництво (тобто ремісники замість масового виробництва)
- Основна частина населення задіяна в сільському господарстві
- Обмежена зміна соціальних класів
- Парохіалізм серед населення, під чим розуміється наступне твердження: люди мали обмежену можливість подорожувати, тому майже ніколи не покидали свого селища (чи міста), головним наслідком чого були вузькочолість й відсутність зацікавлення в тих процесах, які відбувалися в країні.

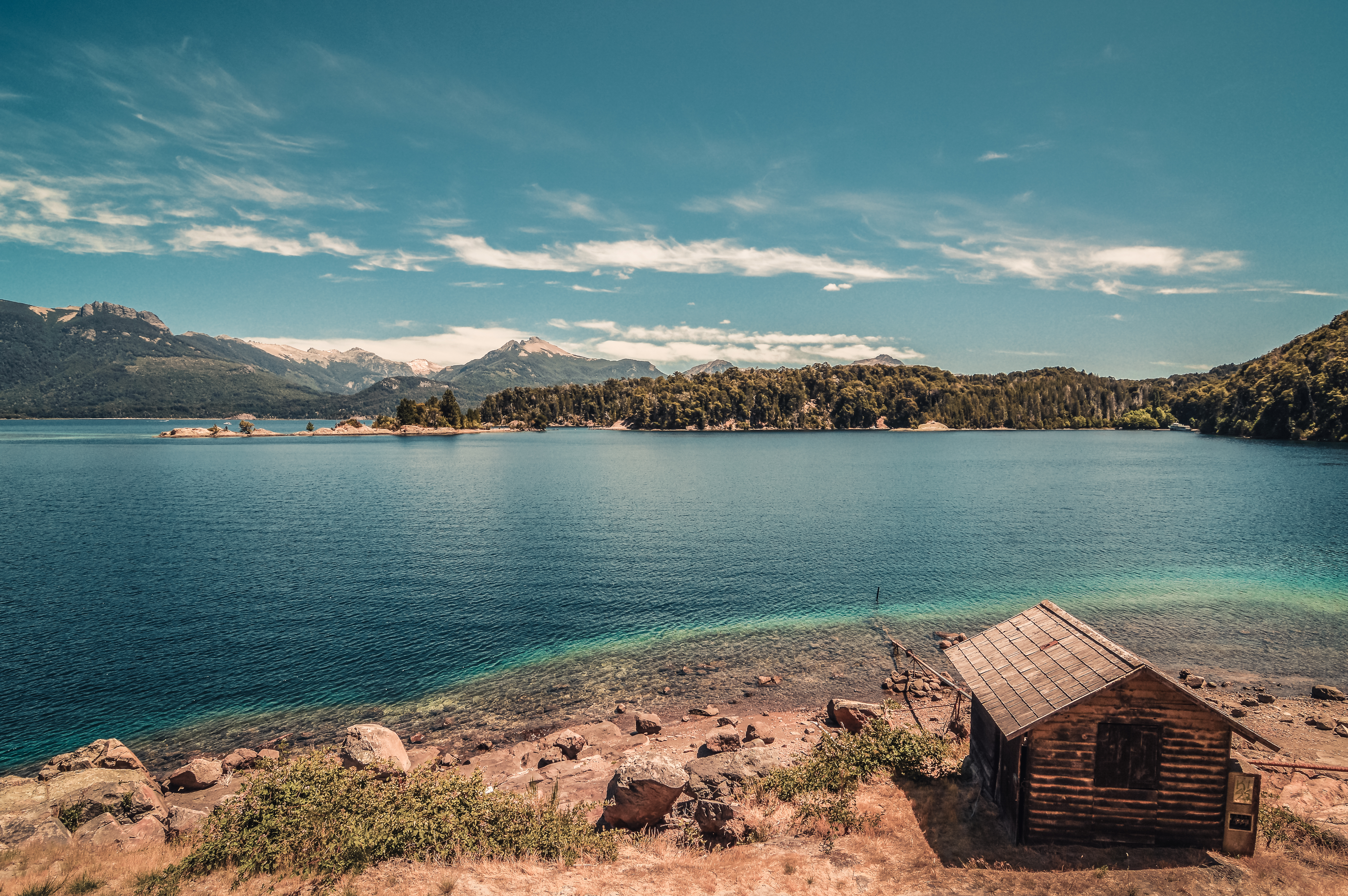
Примітивний стиль життя, далеко від цивілізації.

- Швидке зростання населення[7]
- Натуральне господарство

### Анархо-примітивізм
Основною сучасною ідеалогією, яка пропагує повернення в доіндустріальне суспільство є анархо-примітивізм. Поборники даної ідеї вважають, що індустріальна революція створила суспільство, яке максимально відсторонилося від природи. Вони також стверджують, що доіндустріальне суспільство існувало без розподілу на професії, що позитивно впливало на життя людей; деякі з них відстоюють виключно полювання і збирання.